# Hrabstwo Sumter (Georgia)

Piramida wieku hrabstwa

Hrabstwo Sumter (ang. Sumter County) – hrabstwo w stanie Georgia, w Stanach Zjednoczonych. Jego siedzibą administracyjną jest Americus.

## Nazwa
Nazwa hrabstwa pochodzi od nazwiska Thomasa Sumtera (1734–1832), generała, uczestnik Rewolucji amerykańskiej i senatora Stanów Zjednoczonych. 
W czasie, gdy powoływano do istnienia nowy stan (29 grudnia 1831), gen. Sumter miał dziewięćdziesiąt siedem lat, i był wówczas najstarszym żyjącym generałem biorącym udział w walkach Rewolucji amerykańskiej.

## Geografia
Według spisu z 2010 obszar całkowity hrabstwa obejmuje powierzchnię 492,54 mil2 (1276 km²), z czego 485,28 mil2 (1257 km²) stanowią lądy, a 7,26 mil2 (19 km²) stanowią wody.

### Sąsiednie hrabstwa
- Hrabstwo Macon, Georgia (północ oraz północny wschód)
- Hrabstwo Dooly, Georgia (wschód)
- Hrabstwo Crisp, Georgia (południowy wschód)
- Hrabstwo Lee, Georgia (południe)
- Hrabstwo Terrell, Georgia (południowy zachód)
- Hrabstwo Webster, Georgia (zachód)
- Hrabstwo Marion, Georgia (północny zachód)
- Hrabstwo Schley, Georgia (północ oraz północny zachód)

### Miasta
- Americus
- Andersonville
- De Soto
- Leslie
- Plains

## Demografia
Według spisu z 2020 roku liczy 29,6 tys. mieszkańców, co oznacza spadek o 9,8% w porównaniu z poprzednim spisem z roku 2010. Według danych pięcioletnich z 2021 roku 52,5% to czarnoskórzy lub Afroamerykanie, 44% biali (39,2% nie licząc Latynosów), 1,4% Azjaci, 1,4% miało rasę mieszaną, 0,5% to rdzenna ludność Ameryki i 0,2% pochodziło z wysp Pacyfiku. Latynosi stanowili 6,3% populacji hrabstwa.

## Polityka
W wyborach prezydenckich w 2020 roku, 52% głosów otrzymał Joe Biden i 47,2% przypadło dla Donalda Trumpa. 